# Entretenimento em voo

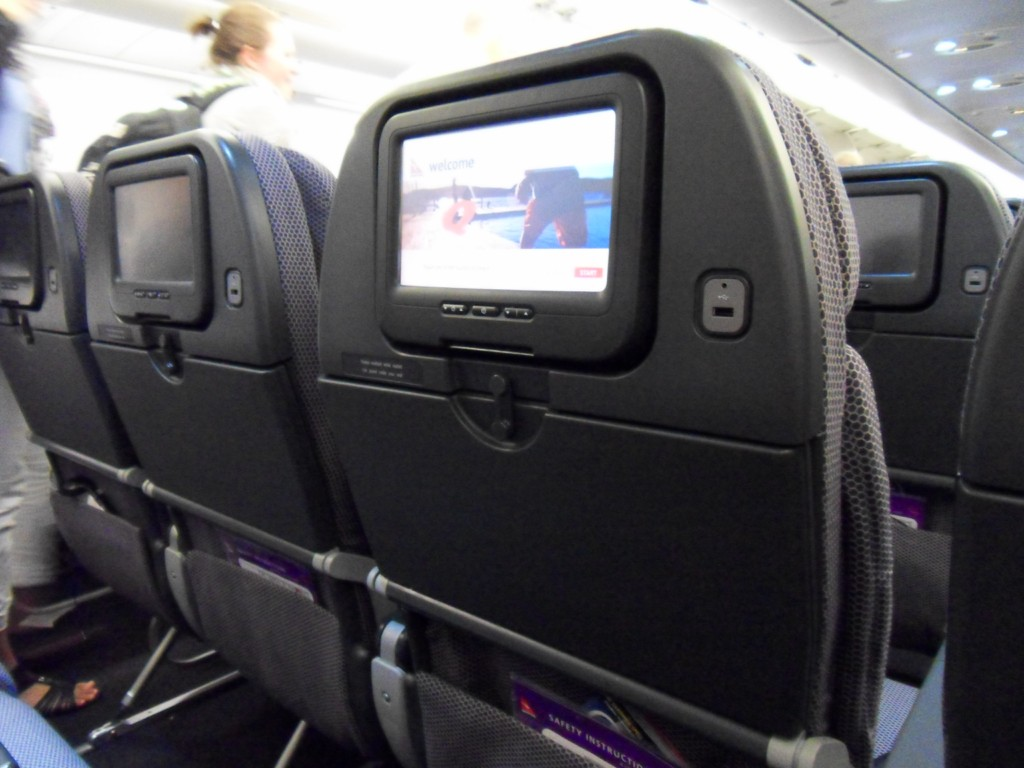
Sistema de entretenimento em voo.

O entretenimento em voo (também conhecido pela terminologia em inglês in-flight entertainment, sigla IFE), se refere as opções de entretenimento em um voo. As opções incluem mapas em vídeo, entretenimento em áudio, programas, filmes, televisão , jogos e internet wi-fi.

## História
A primeira companhia aérea a oferecer um sistema de entretenimento em voo foi a Aeromarine Airways com filmes em aviões anfíbios em 1921, em 1932 a Western Air Express foi a primeira a transmitir televisão em um avião, o recurso foi bastante popular durante a era dos dirigíveis, o Hindenburg de 1936 possuía piano, lounge, bar e sala para fumantes, em 1963 a TWA foi a primeira a oferecer fones de ouvido pneumáticos em seus voos, sendo substituídos por fones de ouvido eletrônicos em 1979, em 1988 a Northwest Airlines foi a primeira a oferecer monitores individuais para os assentos, os monitores eram de LCD com 2,7 polegadas.